# 塩崎悠輝
塩﨑 悠輝（しおざき ゆうき、1977年8月 - ）は、日本の宗教学者（イスラーム学）。学位は博士（神学）（同志社大学・2011年）。静岡県立大学国際関係学部准教授。

## 来歴
1977年生まれ。2000年6月に国際基督教大学教養学部人文科学科卒業後、マレーシア国際イスラム大学に進学。2005年7月に啓示人文学部修士課程修了。在マレーシア日本国大使館に専門調査員として勤務後、同志社大学神学研究科博士後期課程に入学。また日本学術振興会特別研究員（DC2）として研究に専念。2011年3月に博士論文を提出。タイトルは『近代国家とイスラーム――20世紀マレーシアのファトワーに見られる国家とウラマーの対立』。本博士論文がきっかけとなり、2013年に国際宗教研究所賞受賞。博士号取得後は同志社大学特別任用助教として勤務。 早稲田大学イスラーム地域研究機構の招聘研究員を兼任。2017年8月からマレーシア国際イスラーム大学言語経営学部で助教授を勤めたのち、2019年4月から静岡県立大学国際関係学部の准教授として教鞭をとっている。

## 研究
専門はイスラーム学。大学院在籍時から東南アジアにおけるイスラーム法学派の歴史的形成と地域間交流に関する研究を進めていた。東南アジアのイスラームのみならず、世界的に有名なイスラム法学者のユースフ・アル＝カラダーウィーや現代イスラーム思想家として有名なアブドゥルハミード・アブー・スライマーンの著作を日本語に翻訳しており、中田考らとともに日本にイスラーム学を普及させる活動を精力的に行っている。近年ではロヒンギャ難民の各国での受け入れ状況と難民子弟への教育活動に加えて、日本のイスラム社会に関しても研究を進めている。

## 本名
本名は「塩﨑悠輝」であるが、姓の「﨑」にはJIS X 0208のコードが割り当てられておらず、「崎」で代用して表記されることも多い。塩﨑自身のウェブサイトでは「塩﨑」と表記しており、国立国会図書館の「Web NDL Authorities」なども「塩﨑」で登録している。また、英字表記では「Ahmad Shiozaki Yuki」を名乗ることもある。

## 略歴
- 1977年 - 誕生。
- 2000年 - 国際基督教大学教養学部卒業。
- 2005年 - マレーシア国際イスラム大学大学院修士課程修了。
- 2007年 - 在マレーシア日本国大使館専門調査員。
- 2009年 - 日本学術振興会特別研究員。
- 2011年 - 同志社大学大学院神学研究科博士後期課程修了。
- 2011年 - 同志社大学神学部特別任用助教。
- 2017年 - マレーシア国際イスラム大学言語経営学部助教授。
- 2019年 - 静岡県立大学国際関係学部准教授。

## 賞歴
- 2013年 - 国際宗教研究所賞[6]。

## 所属学会
- 東南アジア学会
- 日本中東学会
- アジア政経学会
- 日本マレーシア学会

## 著作

### 単著
- 塩崎悠輝著『国家と対峙するイスラーム』作品社、2016年。ISBN 978-4-86182-586-6

### 共著
- 服部美奈編著『アジアのムスリムと近代』2巻、上智大学アジア文化研究所、2014年。ISBN 978-4-904039-80-9
- Kushimoto Hiroko and Shiozaki Yuki, Comparative study of Southeast Asian Kitabs 2, Kawashima Midori (ed.), NIHU Program Islamic Area Studies Institute of Asian Cultures-Center for Islamic Studies, Sophia University, 2014. ISBN 978-4-904039-79-3
- Stéphane Lacroix, Shiozaki Yuki and Yokota Takayuki, The Muslim Brotherhood within Islamic geopolitical dynamics -- developments in Saudi Arabia, Malaysia, Indonesia, and Egypt, Center for Islamic Studies, Sophia University, 2019. ISBN 978-4-909070-07-4

### 編纂
- 塩﨑悠輝編著、ユースフ・アル＝カラダーウィーほか著『マイノリティ・ムスリムのイスラーム法学』日本サウディアラビア協会、2012年。ISBN 978-4-9903878-6-0
- 塩崎悠輝編著『ロヒンギャ難民の生存基盤――ビルマ／ミャンマーにおける背景と、マレーシア、インドネシア、パキスタンにおける現地社会との関係』上智大学イスラーム研究センター、2019年。ISBN 978-4-909070-06-7

### 翻訳
- アブドゥルハミード・アブー・スライマーン著、塩崎悠輝・出水麻野訳『クルアーン的世界観』作品社、2017年。ISBN 978-4-86182-644-3

## 関連人物
- ユースフ・アル＝カラダーウィー
- 中田考